# Mike Pompeo
Michael »Mike« Richard Pompeo, ameriški politik, diplomat in poslovnež, * 30. december 1963, Orange, Kalifornija, Združene države Amerike.
V mandatu predsednika ZDA Donalda Trumpa je Pompeo zasedal položaj državnega sekretarja. Na tem položaju je 26. aprila 2018 nasledil Rexa Tillersona. Pred tem je služil kot častnik v ameriški kopenski vojski in direktor Centralne obveščevalne agencije. V času sekretarske funkcije je obiskal tudi Slovenijo, in sicer avgusta 2020.

## Galerija
- Mike Pompeo z Borutom Pahorjem v Sloveniji
- Mike Pompeo in Anže Logar v Washingtonu.